# Kettinglijn (bouwkunde)

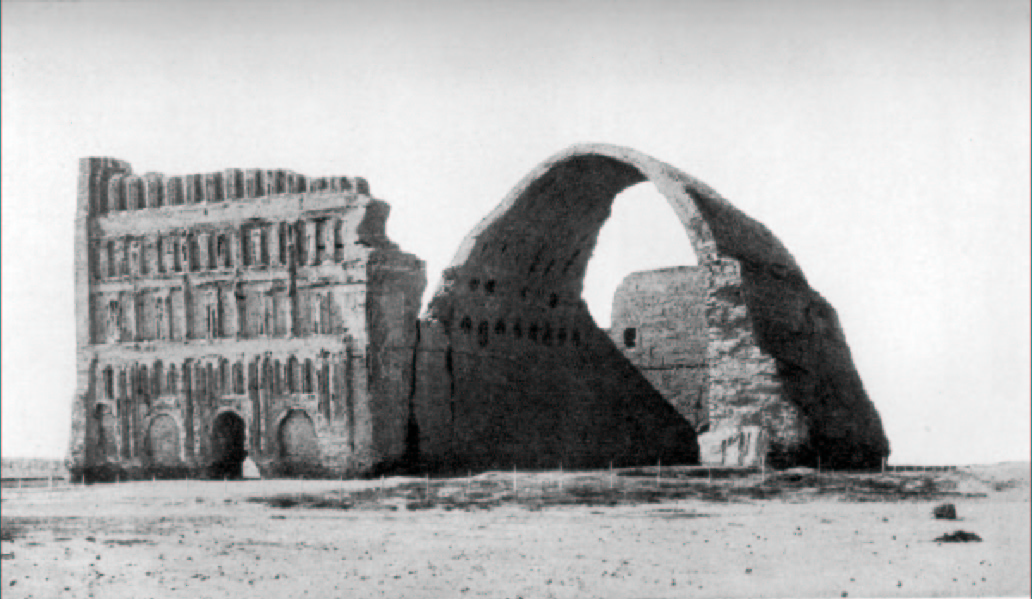
Paleis in Ctesiphon. Figuur 1

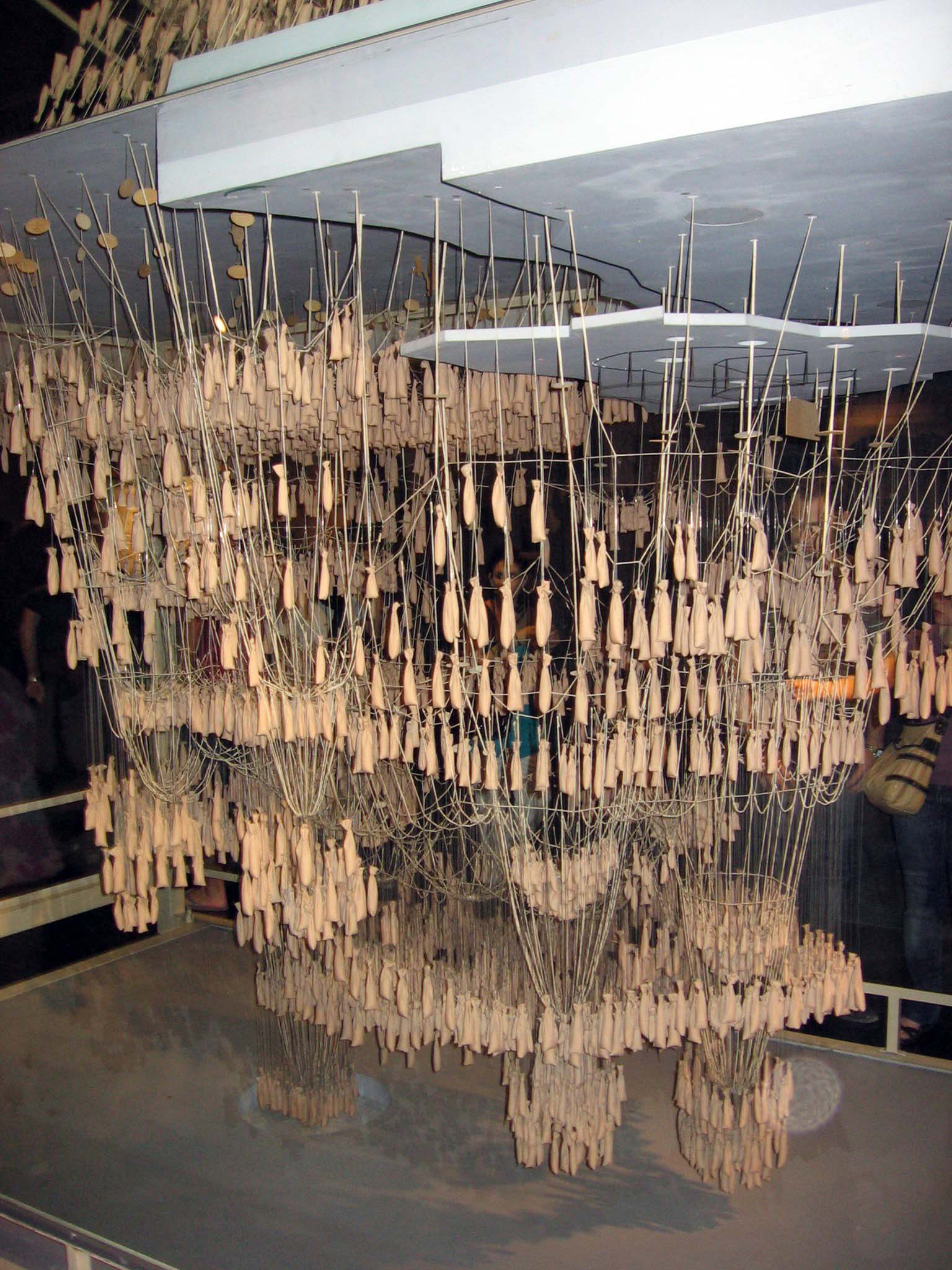
Model van de Sagrada Família in touwconstructie. Figuur 2

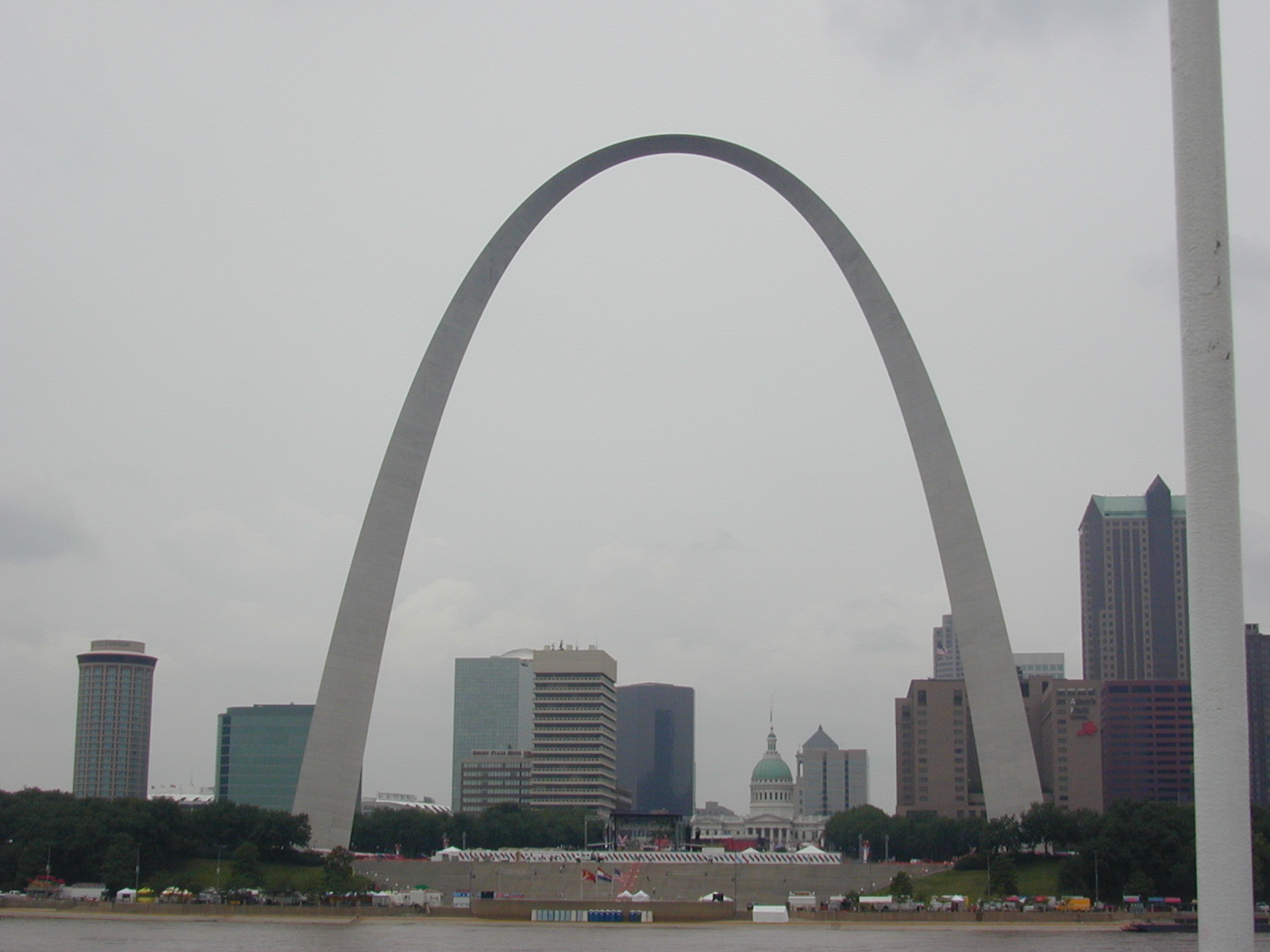
Gateway Arch. Figuur 3

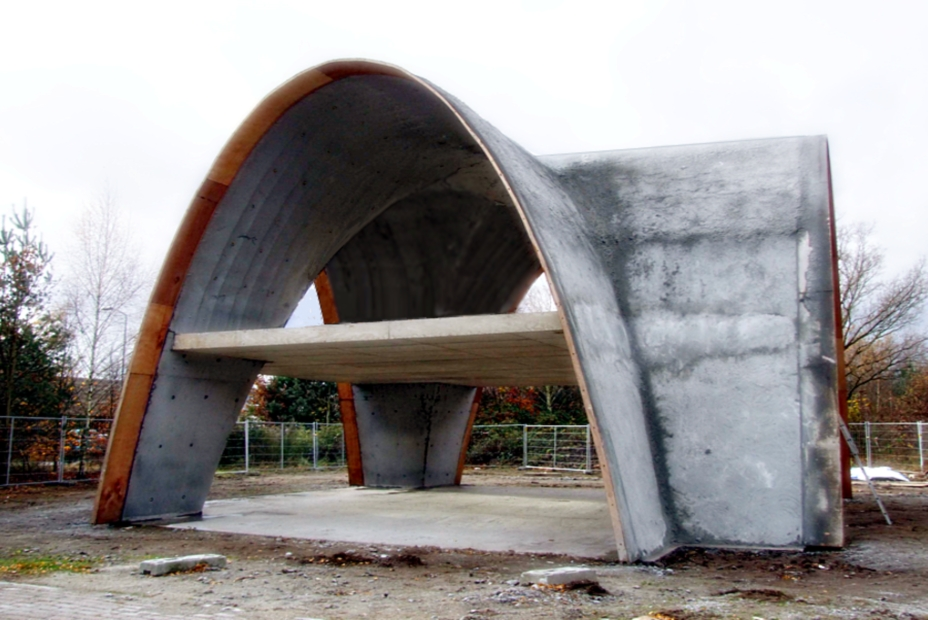
Prototype van kruisgewelf in spuitbeton te Eindhoven. Figuur 4

Een kettinglijn is een lijn die de vorm heeft van een ketting, touw of kabel die aan twee evenhoge punten is opgehangen. In deze hangende ketting zullen alleen trekkrachten optreden, in de omgekeerde vorm komen alleen drukkrachten voor. Daaruit voortvloeiend het begrip: de kettingboog of kettinglijnboog. Dit is een boog in de omgekeerde vorm van de kettinglijn, waarin geen trek- maar alleen drukkrachten optreden in de hartlijn van de constructie. Beton is nauwelijks tegen trek- en buigingskrachten bestand, maar kan wel goed druk opnemen; daarom is er bij deze boogvorm nauwelijks of geen wapening nodig. Hetzelfde geldt voor metselwerk. Beton en baksteen zijn geschikt om bogen of gewelven in deze vorm te construeren.
Galileo Galileï dacht dat de kettinglijn een parabool was. Pas in zeventiende eeuw werd door wiskundigen waaronder Christiaan Huygens de werkelijke formule van de kettinglijn afgeleid: een zogenoemde cosinus hyperbolicus (zie Kettinglijn (wiskunde)).

## Toepassingen

### Paleis in Ctesiphon (3e eeuw)
Een van de oudste constructies waarin dit principe is toegepast, dateert uit de derde eeuw: de restanten van wat ooit een indrukwekkend paleis was in de toenmalige stad Ctesiphon, ten zuiden van het huidige Bagdad. Opvallend daarbij is de overdekte hal, die ongeveer 25 meter breed is en een lengte heeft van circa 50 meter. De vorm van het gewelf is een bijna perfecte kettinglijn, wat meteen een verklaring kan zijn voor het feit dat hij nog steeds overeind staat. Zie figuur 1.

### Sagrada Família(19e, 20e en 21e eeuw)
Architect Antoni Gaudí gebruikte de kettinglijn o.a. in zijn ontwerp van de Sagrada Família in Barcelona. In het museum naast de kerk is te zien hoe hij zijn constructies ondersteboven ontwierp door daadwerkelijk touwconstructies als model op te hangen. Aan de touwtjes hing hij gewichtjes op plaatsen waar in werkelijkheid drukkrachten de bogen of gewelven zouden belasten. Zie figuur 2.

### Gateway Arch(20e eeuw)
Ook recentere bouwsels maken er gebruik van, zoals de 192 meter hoge Gateway Arch van architect Eero Saarinen in Saint Louis in de Verenigde Staten. Zie figuur 3.

### Nederland (begin 21e eeuw)
In 2008 begon de Nederlandse architect Rob van Hove onder meer in samenwerking met de TU Eindhoven met de bouw van een prototype volgens de kettinglijntheorie met een innovatieve technologie. Op een kettinglijnvormige ballon die als bekisting dienstdoet, wordt een aantal lagen vezelversterkt spuitbeton aangebracht. Na enkele dagen wanneer het beton uitgehard is, wordt de ballon verwijderd. Wat overblijft is de betonnen schaal die alleen op druk belast wordt. Op deze manier zijn er grote besparingen mogelijk op de hoeveelheid wapening en beton. Het prototype is uitgevoerd als kruisgewelf over twee verdiepingen, de verdiepingsvloer zorgt voor stabiliteit. In Schijndel is een kantoorpand in deze vorm uitgevoerd met vier verdiepingen, eind 2012 was dit het eerste gebouw in Nederland dat op deze wijze is geconstrueerd. Zie figuur 4.